# Oleg Zoteev
Oleg Zoteev (ur. 5 lipca 1989 w Olmaliq) – uzbecki piłkarz występujący na pozycji pomocnika w drużynie Lokomotivu Taszkent.

## Kariera piłkarska
Seniorską karierę rozpoczął w Bunyodkorze Taszkent. Tam jednak nie przebił się do składu, przenosząc się na sezon 2010 do Olmaliq FK. Grał tam przez 3 lata, zajmując z nimi dwukrotnie 11. miejsce, a raz 8. miejsce w lidze. Łącznie przez 3 lata zagrał w Olmaliqu w 67 spotkaniach, strzelając 8 bramek. Po sezonie 2012 powrócił do Bunyodkoru. Tym razem już wywalczył sobie miejsce w składzie. W sezonie 2013 zdobył z nimi mistrzostwo oraz puchar Uzbekistanu, rok później natomiast zajęli 4. lokatę w lidze. Od 2015 jest zawodnikiem Lokomotivu Taszkent. Dwukrotnie zdobył z nimi mistrzostwo oraz raz puchar Uzbekistanu.

## Kariera reprezentacyjna
Zoteev zadebiutował w reprezentacji Uzbekistanu 17 stycznia 2012 roku w towarzyskim meczu z reprezentacją Kuwejtu. Mecz zakończył się wygraną Kuwejtu 1:0. Pierwszego gola w kadrze strzelił 18 czerwca 2013 roku w meczu eliminacyjnym do MŚ 2014 wygranym 5:1 z reprezentacją Kataru.
Stan na 14 sierpnia 2018
| Reprezentacja | Rok     | Mecze | Bramki |
| ------------- | ------- | ----- | ------ |
| Uzbekistan    | 2012    | 7     | 0      |
| Uzbekistan    | 2013    | 4     | 1      |
| Uzbekistan    | 2014    | 1     | 0      |
| Uzbekistan    | 2018    | 1     | 0      |
| Ogólnie       | Ogólnie | 13    | 1      |

## Sukcesy

### Bunyodkor Taszkent
- Mistrzostwo Uzbekistanu: 2009, 2013
- Puchar Uzbekistanu: 2013

### Lokomotiv Taszkent
- Mistrzostwo Uzbekistanu: 2016, 2017
- Wicemistrzostwo Uzbekistanu: 2015
- Puchar Uzbekistanu: 2016